# Blancoa canescens
Blancoa canescens är en enhjärtbladig växtart som beskrevs av John Lindley. Blancoa canescens ingår i släktet Blancoa och familjen Haemodoraceae. Inga underarter finns listade.